# Geany
Геани је лак  "унакрсно платформни" уређивач текста заснован на ГКИ који користи Scintila и ГТК+, укључујући основно карактеристике интегрисаног развојног окружења (ИРО). Дизајниран је да има кратко време учитавања, са ограниченом зависношћу од појединачних пакета или спољашњих библиотека. Доступан је за широк опсег оперативних система, као што су BSD, Линукс, Маc OS X, Соларис и Microsoft Windows. Међу подржаним програмским језицима и језицима за обележавање су C, C++, C #, Јава, ЈаваСкрипт, PHP, HTML, LaTeX, CSS, Пајтон, Перл, Руби, Паскал, Haskell, Erlang, Вала и многи други .
Супротно од традиционалних уређивача базираних на Unix-у као што су Emacs or Vim, Геани више личи на програмске уређиваче за Microsoft Windows као што су Programmer's Notepad или Notepad++, оба од њих користе Scintilla.
То је бесплатан софтвер лиценциран од стране ГНУ-ове опште јавне лиценце верзије 2 или новије. Након верзије 0.21, следећа верзија је имала број 1.22 као захтев многобројних корисника да би одразила зрелост програма .

## Карактеристике
- Ауто-завршавање
- Подршка већег броја докумената
- Подршка пројекту
- Истицање синтаксе
- Склапање кода (делимично)
- Листе симбола
- Навигација кодова
- Уграђени завршни емулатор
- Направљен систем за састављање и извршавање користећи спољне алате
- Проширив преко плагинова
- Колона / блок / вертикално селектованје (преко SHIFT + CTRL + стрелице)
- Контроле које може подесити корисник